# MAfestival Brugge
Het MA Festival, voluit het Musica Antiqua festival Brugge, is een festival voor oude muziek en authentieke uitvoeringspraktijk in Brugge.
Het programma omvat concerten, meestercursussen, conferenties, bezoeken in het Brugse Ommeland, tentoonstelling en instrumentenmarkt en een concours voor jonge baroksolisten evenals zang en ensembles. Dit gebeurt in het algemene kader van het Festival van Vlaanderen.

## Geschiedenis
De stad Brugge trad in 1960 toe tot het Festival van Vlaanderen. Er werd in de beginjaren vooral de nadruk gelegd op de tweejaarlijkse tentoonstellingen van Vlaamse Primitieven in Europees bezit. Gaandeweg besloot men om ook in Brugge een muzikaal luik te organiseren. Om dit te verwezenlijken werd in 1962 een vzw opgericht. Burgemeester Pierre Vandamme en twee schepenen behoorden tot de stichters namens de stad, samen met personen die hoofdzakelijk tot de muzieksector behoorden (Kamiel D'Hooghe, Jan Briers, Robrecht Dewitte, Herman Sabbe, kanunnik Paul François, Raymond Van Wassenhove). 
In 1963 werden 'Orgeldagen' georganiseerd. Het eerste officiële festival vond plaats in 1964. Vanaf dat jaar en tot in 2004 werd het festival geleid door medeoprichter en bezieler Robrecht Dewitte. Ook boden allerlei externe muzikale specialisten hun hulp aan, onder wie Gustav Leonhardt, Kamiel D'Hooghe, prof. Marcel Boereboom, prof. Jozef Robijns, Pieter Andriessen en Johan Huys. Vanaf 2004 zijn de directietaken overgenomen door onder andere Hendrik Storme.
De MA Competition startte in 1964 met een driejaarlijks concours voor orgel, gevolgd in 1965 door een driejaarlijkse competitie voor klavecimbel en basso continuo en vanaf 1983 ook voor pianoforte. In 1972 werd de wedstrijd uitgebreid met blokfluit en startte men ook de wedstrijd voor ensembles, die vanaf 2000 samenviel met het orgelconcours. Ook het programma voor barokinstrumenten werd steeds uitgebreider. Vanaf 1984 kwam bovendien zang aan bod.
Vanaf de aanvang stelden de organisatoren zich tot doel het eigen muzikaal verleden en het eigen muzikaal patrimonium te valoriseren en te actualiseren. Men wilde vooral aansluiten bij de hoogtepunten uit het Brugse verleden en van de stad opnieuw een ontmoetingscentrum maken voor specialisten, uitvoerders, instrumentenbouwers, pedagogen, studenten, melomanen en belangstellenden. De weg was hiervoor voorbereid door Safford Cape die al sinds 1961 door zijn in Brugge gehouden zomercursussen met Pro Musica Antiqua de toon had gezet. Vanaf 1964 werd de organisatie van wedstrijden concreet uitgewerkt binnen elkaar regelmatig opvolgende driejaarlijkse cycli. Meteen werd ook de nadruk gelegd op die wedstrijden, als belangrijkste mogelijkheid om de levendigheid en de uitstraling van het festival te ondersteunen en de ideeën die de organisatoren uitdroegen bij de jongere generaties te introduceren.
Naast deze competitie zijn er allerlei andere activiteiten: tentoonstellingen en beurzen, interpretatiecursussen en masterclasses, forums, referaten, geleide bezoeken aan historische instrumenten in Vlaanderen, demonstraties en modeluitvoeringen. Wat de concertuitvoeringen betreft ging de aandacht naar minder bekende literatuur tot omstreeks 1800, vanaf de eigen muziekproductie van polyfonisten, tot alle uitingen van muziek in de renaissance en de barok. De instrumentenbeurzen (vooral die gewijd aan klavecimbel en pianoforte) groeiden uit tot belangrijke internationale ontmoetingsplaatsen.
Sinds 2008 krijgt de winnaar van de eerste prijs, naast een geldprijs, de kans om te worden uitgenodigd voor een reeks concerten in België en buitenland, waaronder een gegarandeerde plaats in de volgende editie van de MA Competition. Daarnaast krijgt een van de kandidaten, sinds 2013, de kans om een cd op te nemen bij het internationaal gerenommeerde Ricercar label.
In 2013 werd het evenement uitgebreid met het nieuwe concept VéloBaroque, waarbij men een reeks concerten combineert met een fietstocht doorheen het Brugse Ommeland. Sindsdien is dit onderdeel elk jaar erbij georganiseerd, behalve in 2020.
Vanwege de coronapandemie in 2020 werd het evenement toen voor het eerst sinds 1969 niet georganiseerd, maar de rest van de programmatie kon nog wel online doorgaan. Ook in 2021 gebeurde de eerste ronde van de competitie digitaal. Vanaf dit jaar wordt de competitie een tweejaarlijkse gebeurtenis, waarbij er afwisseling is tussen toetsinstrumenten (klavecimbel en pianoforte) en melodische instrumenten (traverso, blokfluit, barokhobo, barokviool, barokcello en viola da gamba).

## Concerten
Het festival programmeert jaarlijks een aantal concerten, masterclasses en workshops over oude muziek. Meestal concentreert men de evenementen rond een bepaald thema.
Naast enkele grote concerten evenals de middagconcerten die sinds 2002 in het Concertgebouw plaatsvinden, worden de meeste avondconcerten en nocturnes gehouden in kerken zoals de Sint-Jakobskerk, de Sint-Gilliskerk, de karmelietenkerk, de Sint-Annakerk en de Sint-Walburgakerk, maar ook in andere historische locaties in Brugge (Stadsschouwburg of stadhuis) en in de omgeving van Brugge (de schuur van Ter Doest en de kerk van Lissewege bijvoorbeeld). De locaties worden gekozen in functie van de akoestiek van de ruimte en van de tijdsgeest van de uit te voeren muziek.
Ook loopt er tijdens het festival een expo in de hallen van het Brugse belfort over historische instrumenten en een beurs van te koop aangeboden nieuwe instrumenten. Vooral de driejaarlijkse klavecimbel- en pianoforte-expo geniet wereldfaam.

## Partners
- Concertgebouw Brugge
- Festival van Vlaanderen
- Nationale Loterij
- Stad Brugge
- Klara
- Conservatorium Brugge
- Evil Penguin TV
- Outhere Music
- Westtoer
- Festival Musical du Hainaut
- Federatie van Muziekfestivals in Vlaanderen (FMiV)
- European Festivals Association
- Rema - Early Music in Europe
- Orgelmakers de Munck-Claessens
- Bozar